# Bora-Jonasestjärnen
Bora-Jonasestjärnen är en sjö i Ovanåkers kommun i Hälsingland och ingår i Ljusnans huvudavrinningsområde.